# 杜导正
杜导正（1923年11月1日—），原名杜毓芷，男，山西定襄人，中华人民共和国新闻工作者，中华人民共和国新闻出版署第一任署长，曾任《光明日报》总编辑、《羊城晚报》总编辑、《炎黄春秋》杂志社社长。

## 生平

### 早年
杜毓芷1923年生于山西定襄县，1937年10月加入中国共产党，参加1938年的黨員培訓班后改名为杜导正，“导正”取“指导政治”之意。1946年初，历任《晋察冀日报》记者、人民解放军六十七军新华支社副社长、第二十兵团新华分社副社长。

### 中华人民共和国建国初期
1949年中华人民共和国建国后，杜导正于当年年底成为新华社华北军区分社副社长。1952年担任新华社河北分社社长，1954年9月到马列学院（中共中央党校前身）学习两年后前往广州，1956年9月担任新华社广东分社社长，但在随后的反右倾运动中遭到迫害，1960年5月被定为党内“右倾机会主义分子”，撤销党内外一切职务，另行分配工作。1962年2月七千人大会后，杜导正获得平反，复任新华社广东分社社长一职。
1966年，陶铸改组中南局机关报《羊城晚报》的领导班子，杜导正此后成为该报的总编辑。文化大革命期间受迫害，遭批斗数十次。1971年林彪“九一三事件”发生后，杜导正被调任《南方日报》副总编辑。

### 改革开放后
文化大革命结束后，杜导正被调回北京，出任新华总社党组成员兼国内部主任。后于1982年4月至1987年3月期间担任《光明日报》总编辑。1987年初，中国国家新闻出版署成立，杜导正出任第一任署长。
1989年“六四事件”后，时任新闻出版署署长的杜导正因其改革派立场而遭到免职整肃。1991年7月，由中华炎黄文化研究会主办的《炎黄春秋》创刊号正式出版，作为创办人之一的杜导正出任《炎黄春秋》杂志社第一任社长。
杜导正是前中国共产党总书记赵紫阳的老部下，1992年恢复了跟仍被当局软禁的赵紫阳的联系，并在此后的十几年间记录下他们之间30多次谈话的内容，根据赵紫阳谈话秘密录音而成书《改革历程》（2009年），其中参加赵紫阳口述记录的包括杜导正在内共有四个人。 2010年1月，杜導正所著的《趙紫陽還說過甚麼？——杜導正日記》由香港天地圖書與台灣印刻出版同時出版，首度公開趙紫陽錄音口述書稿中未發表的30多次談話。

### 晚年
2016年7月，《炎黄春秋》杂志社领导层遭习近平当局强制撤换，社长杜导正被解聘，副社长胡德华（前中共中央总书记胡耀邦之子）被撤换，杂志总编辑徐庆全被降级为副总编辑。杂志社随后发布了由社长杜导正亲笔签字的停刊声明。
2017年，中共党史专家何方去世後，其遗体告别仪式在北京协和医院举行，期间杜导正到场後在纪念册写下了悼词“唤起民众、实现宪政”，結果卻引起當局不滿、下令將杜导正的悼詞塗掉。

## 著作
- 《是与非——对我漫长记者生涯的反思》，1991年，四川人民出版社。该书收录了杜导正从20世纪40年代到80年代近50年间发表的新闻作品44篇，新闻业务文章12篇，外加一篇数万言的自传。44篇新闻作品中，有16篇加了编前编后语，坦诚地剖析我自己的失败与教训。

- 《赵紫阳还说过什么？——杜导正日记》，2010年1月，香港天地图书[10]。

## 家庭
三胞胎孙女杜冰儿、杜雪儿、杜飞儿后组成福禄寿FloruitShow乐队，其中杜雪儿于2021年1月29日因涉嫌走私毒品被羁押，同年3月5日被逮捕，2022年1月28日刑满释放，4月25日表示已退出乐队。